# Chromogisaurus
Chromogisaurus là một chi khủng long, được Ezcurra mô tả khoa học năm 2010.